# Tolteca hesperia
Tolteca hesperia là một loài nhện trong họ Pholcidae. Loài này được phát hiện ở México và là loài điển hình của chi Tolteca.